# Maegan Manasse
Maegan Manasse, née le 16 avril 1995, est une joueuse de tennis américaine, professionnelle depuis 2018.

## Carrière
Maegan Manasse a effectué ses études à l'Université de Californie à Los Angeles et devient diplômée en 2017. Diminuée par une blessure au coude, elle se fait opérer au mois d'août avant de devenir pendant une saison entraîneuse-adjointe de l'université. Elle passe finalement professionnelle en juin 2018 et atteint rapidement deux finales à Victoria puis Ashland.
En novembre 2018, pour son 9e tournoi depuis sa reprise, Maegan Manasse remporte son premier titre en double en catégorie WTA 125 à Houston avec Jessica Pegula. En finale, les deux joueuses battent Desirae Krawczyk et Giuliana Olmos.

## Palmarès

### Titre en double en WTA 125
| No | Date       | Nom et lieu du tournoi           | Catégorie | Dotation  | Surface    | Partenaire     | Finalistes                      | Score            |          |
| -- | ---------- | -------------------------------- | --------- | --------- | ---------- | -------------- | ------------------------------- | ---------------- | -------- |
| 1  | 12-11-2018 | Oracle Challenger Series Houston | WTA 125   | 140 000 $ | Dur (ext.) | Jessica Pegula | Desirae Krawczyk Giuliana Olmos | 1-6, 6-4, [10-8] | Parcours |

## Classements WTA en fin de saison
| Année          | 2015 | 2016 | 2017 | 2018 | 2019 | 2020 | 2021 | 2022 | 2023 | 2024 |
| Rang en simple | 747  | –    | –    | 420  | 505  | 519  | 621  | 430  | –    | 733  |
| Rang en double | 511  | 611  | –    | 465  | 201  | 338  | 317  | 571  | –    | 815  |

Source : (en) Classements de Maegan Manasse sur le site officiel de la Fédération internationale de tennis